# Boreale graslanden van de Faeröer
De boreale graslanden van de Faeröer (Engels: Faroe Islands boreal grasslands) vormen een ecoregio op de Faeröer. De ecoregio omvat de gehele eilandengorep van 18 eilanden in de Atlantische Oceaan. De ecoregio is onderdeel van de WNF-bioom gematigd grasland, savanne of struweel. De bodembedekking bestaat voornamelijk uit grasland en dwergstruikheide (ongeveer 80% van het land), de rest is kale grond of schaarse vegetatie. Er zijn geen bossen op de eilanden.

## Locatie en beschrijving
Het grondgebied van de ecoregio beslaat 1.451 km² verspreid over 18 eilanden van de eilandengroep, die allemaal binnen een straal van 100 km liggen. Het terrein is rotsachtig, met enkele lage bergtoppen (de hoogste top is 880 meter bij Slættaratindur) en kliffen langs een groot deel van de kust.

## Klimaat
Het klimaat van de ecoregio is een subpolair zeeklimaat (klimaatclassificatie van Köppen: Cfc). Dit klimaat wordt gekenmerkt door koelere temperaturen dan zeeklimaten verder van de polen, en met mildere winters dan die van subarctische of landklimaten. Geen enkele maand is gemiddeld kouder dan -3 °C en minstens één tot drie maanden zijn gemiddeld warmer dan 10 °C.
Het klimaat op de Faeröer is relatief mild voor de ligging op 61-62 graden noorderbreedte en wordt verwarmd door de Noord-Atlantische stroom. Er zijn 210 regen- of sneeuwdagen per jaar, meestal bewolkt en winderig. Er valt gemiddeld 1.321 mm neerslag per jaar, hoewel dit lokaal op de eilanden kan variëren, afhankelijk van de hoogte en windpatronen.

## Flora en fauna
Het grootste deel van de bodembedekking heeft een alpien-arctisch karakter: wilde bloemen, grassen en struikheide (Calluna vulgaris). Ongeveer 20% van het terrein is kale rots met schaarse vegetatie of mossen en korstmossen. Er zijn geen bossen op het eiland, hoewel resten van berkenbomen in de bodem suggereren dat er voor de komst van de mens in de negende eeuw vaker bomen voorkwamen. De laatste jaren zijn er op de Faeröer klimaattolerante boomsoorten geïntroduceerd uit andere oceanische gebieden zoals Vuurland en Alaska.
Zeevogels en andere vogels vormen de meest voorkomende fauna, samen met enkele zeezoogdieren. Veel voorkomende vogels zijn papegaaiduikers (Fratercula arctica), alken (Alca torda) en zeekoeten (Uria aalge). Alle landzoogdieren zijn geïntroduceerd door de mens.

## Bescherming
Er zijn geen officieel beschermde gebieden in deze ecoregio.

## Galerij

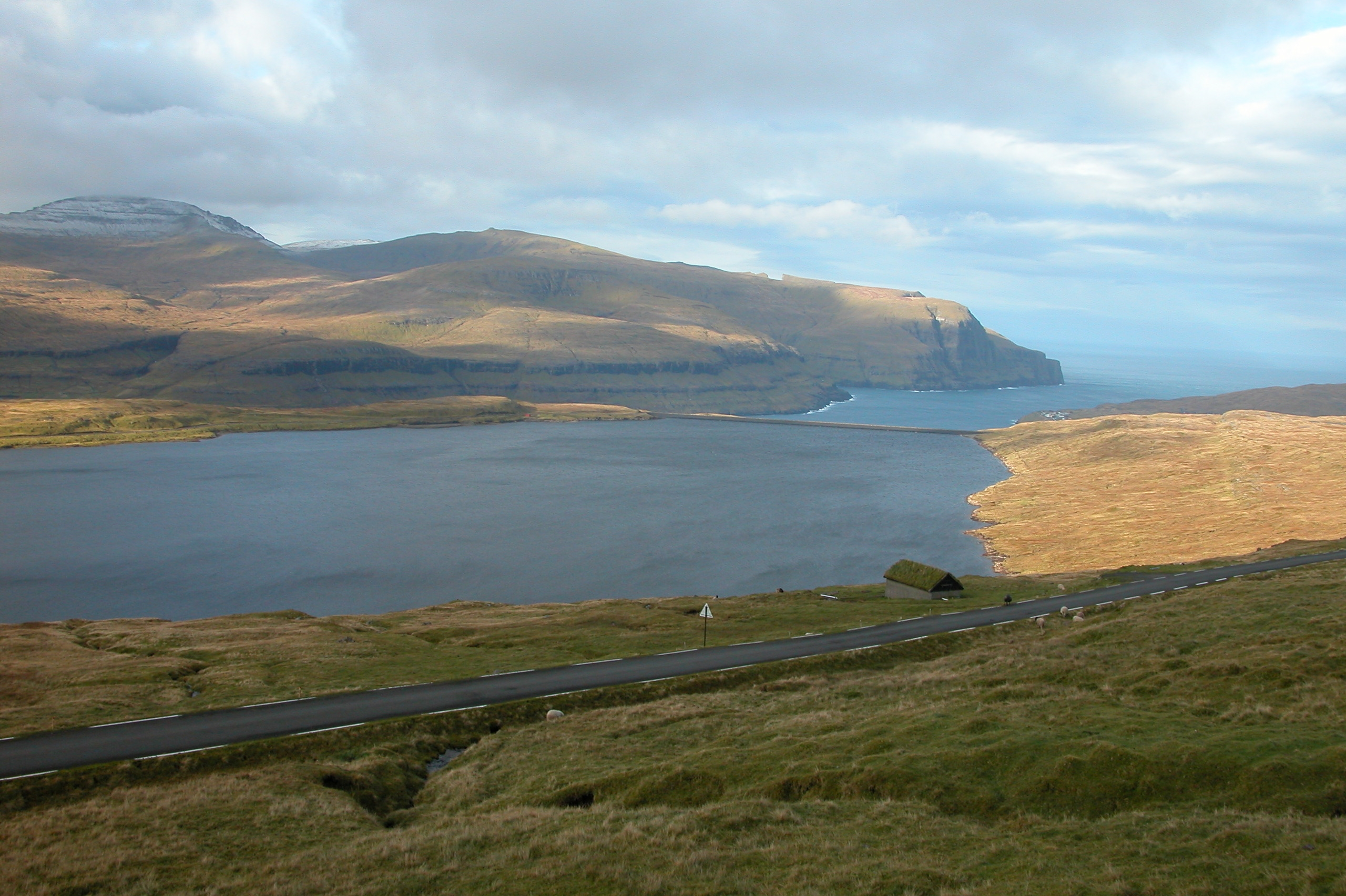
Eiðisvatn, een meer bij Eiði
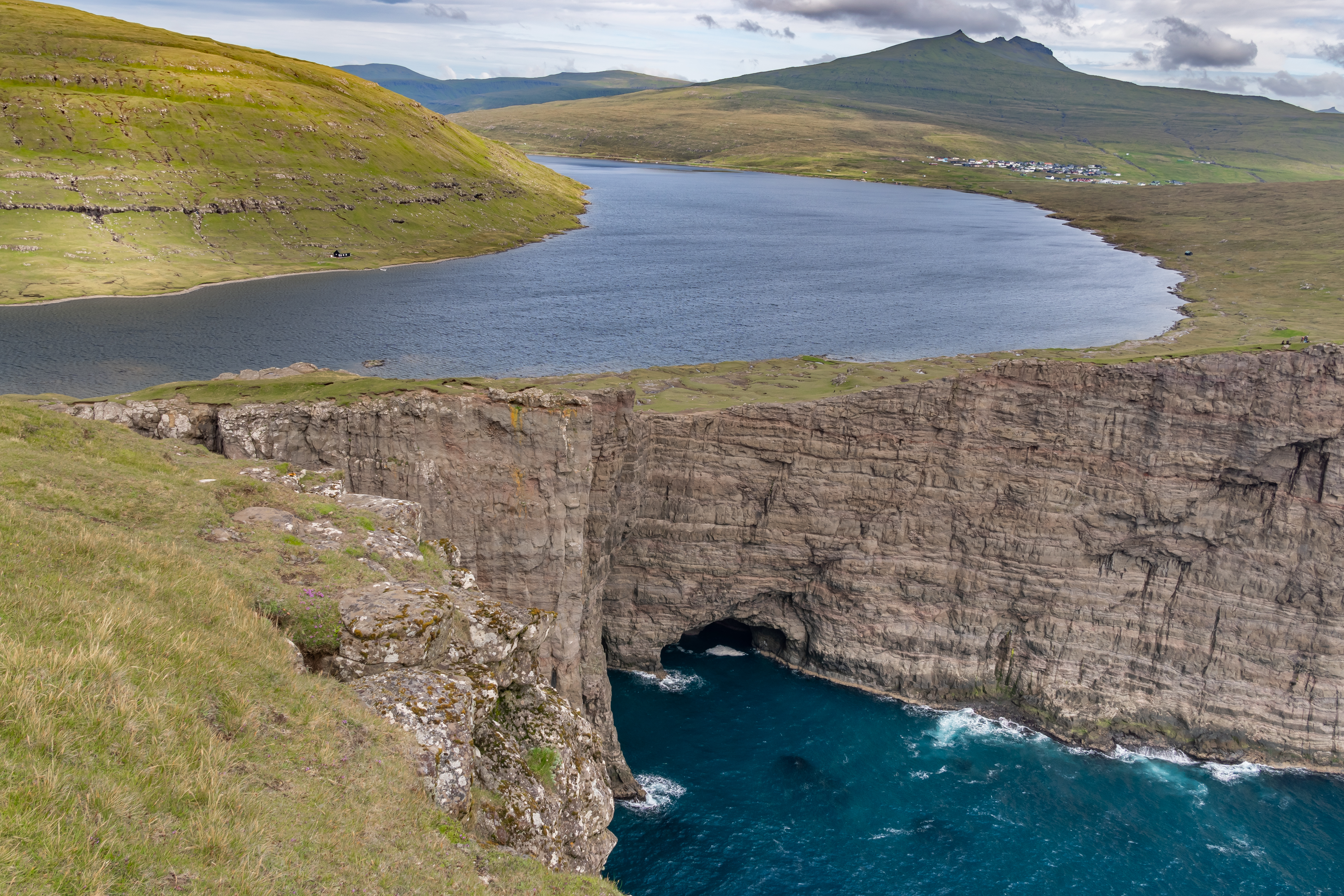
Sørvágsvatn
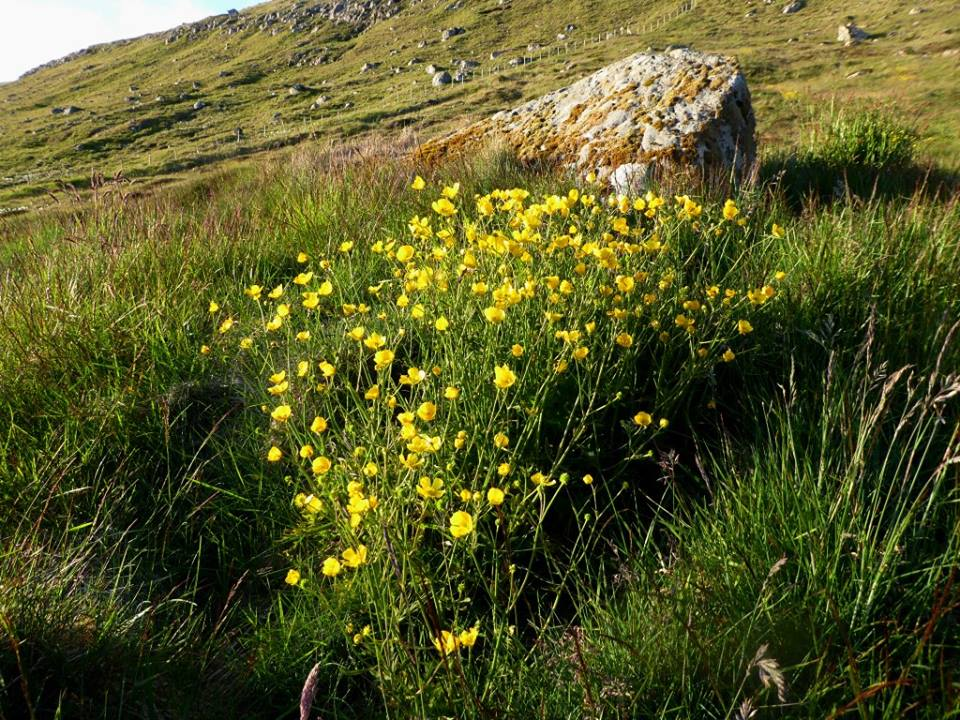
Boterbloemen
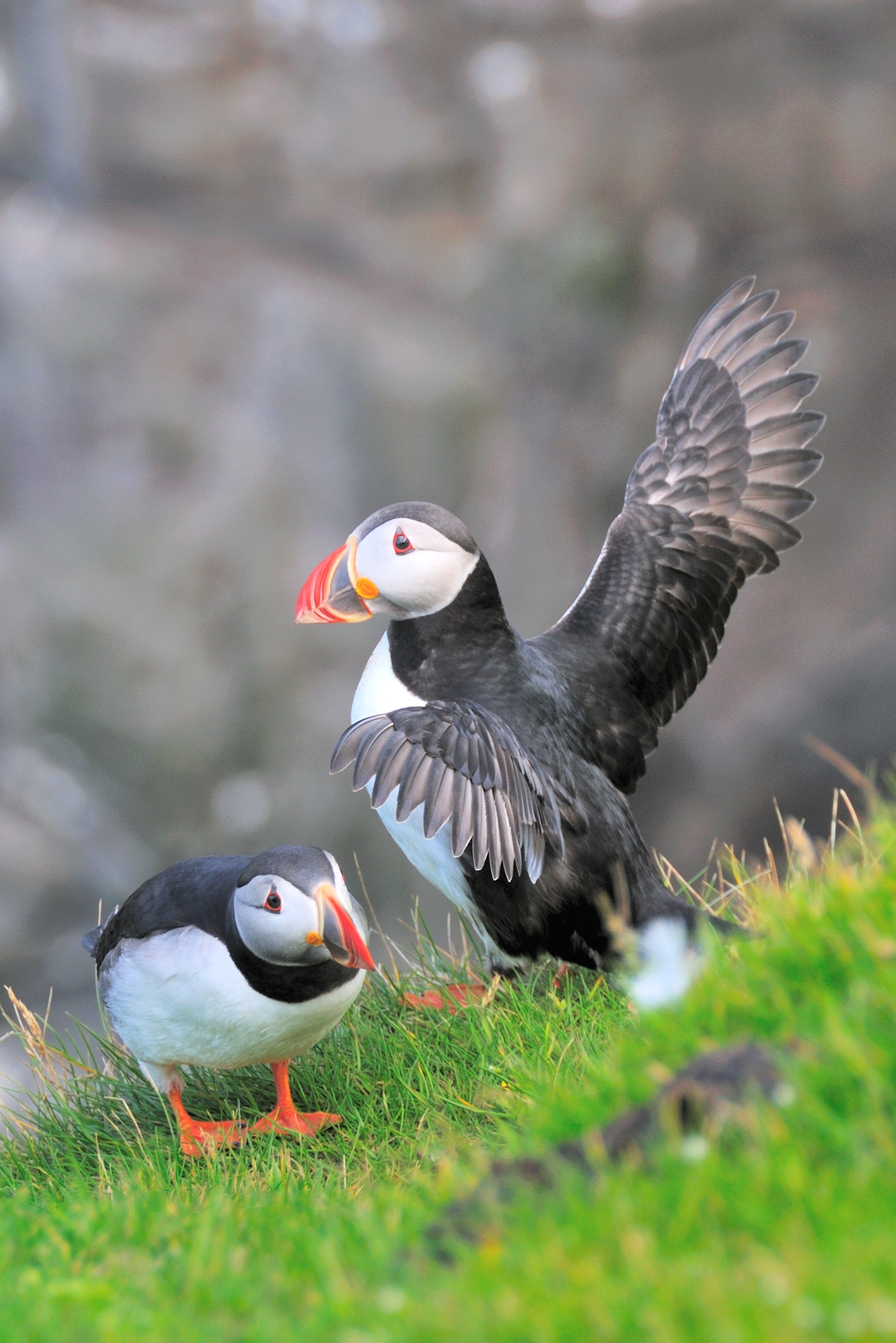
Papegaaiduikers
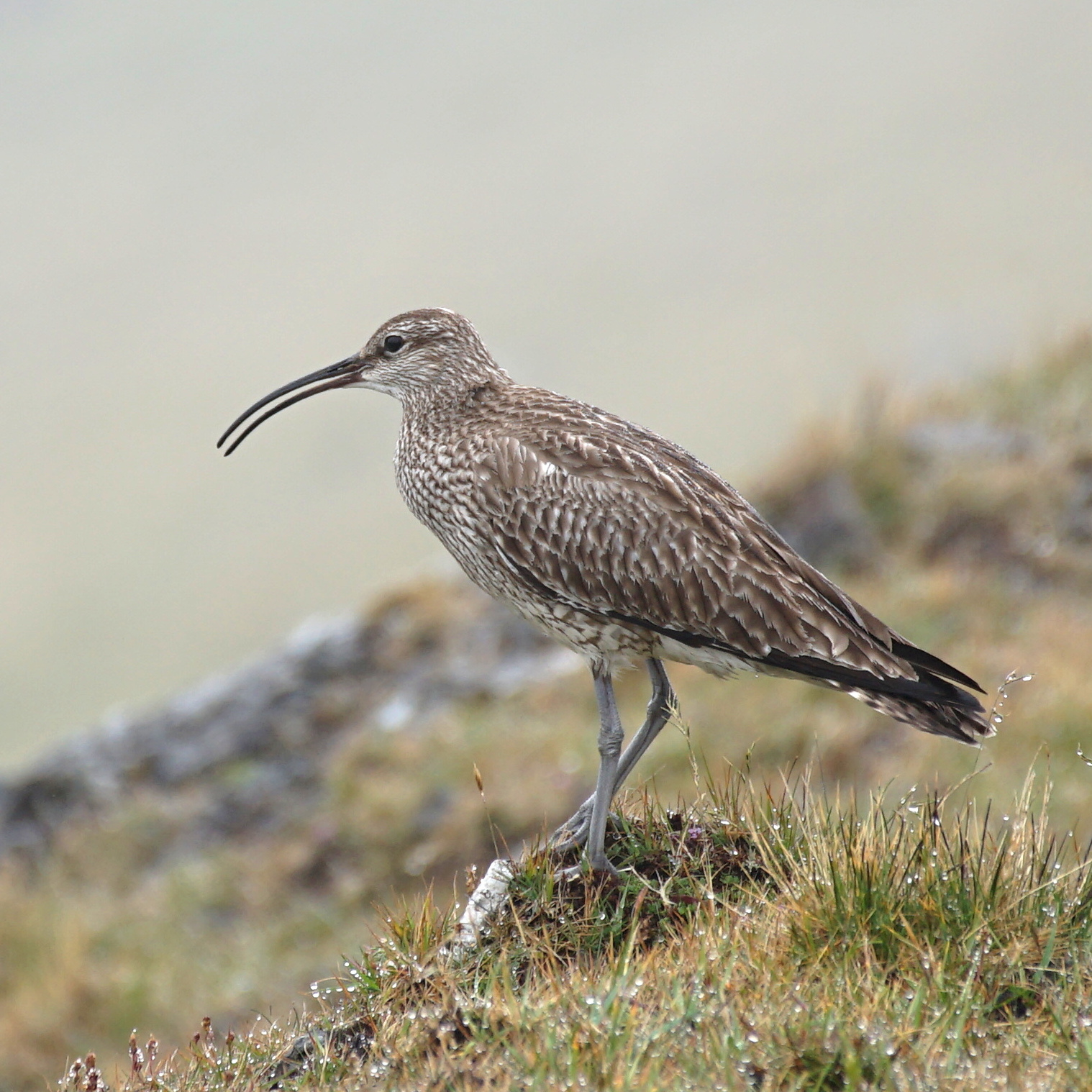
Regenwulp